# Вернер Штауффахер
Вернер Штауффахер (нім. Werner Stauffacher, сер. XIII ст. — поч. XIV ст.) — військовий діяч «Вічного союзу» проти герцогства Австрійського. Національний герой Швейцарії.

## Життєпис
Походив з родини Штауффахерів, ландамманнів Швіцу. Першим відомим був Вернер Штауффахер Старший, що був ландамманном у 1267—1268 роках. Його син Рудольф був ландамманном Швіцу у 1275—1281 роках та 1291—1309 роках. У 1291 році Рудольф Штауффахер як представник Швіцу разом з Вальтером Фюрстом (за іншою легендою — Вільгелем Теллєм) від кантону Урі, Арнольд Мельхталь від Унтервальден уклав Вічний союз, що в подальшому став основою Швейцарської конфедерації. У 1307 році союз між кантонами підтверджено.
Був сином Рудольфа Штауффахера. Дату народження достеменно не встановлено. Є відомості, що Вернер був доволі досвідченим військовиком, проте участь у якихось війнах невідома. Можливо, був найманців у німецьких князів. З 1310-х років разом з братом Генріхом стає ландамманном.
У 1314 році кантони Швіцу, Урі та Унтервальду (Вічний союз) підтримала Людвига Баварського у боротьбі за імператорську корону. Натомість той визнав самостійність цього союзу. Напевне в цей час Вернер Штауффахер стає ландамманном Швіцу. У 1315 році жителі кантону напали і спустошили прикордонний бенедиктинський монастир, що перебував під австрійським протекторатом. Формальним приводом до конфлікту послужили протиріччя у зв'язку з розділом земель пасовищ.
В умовах початку війни домігся озброєння ополченців-горян одноманітно — алебардами. Поблизу гори Моргартен (за 12 кілометрів від гори Швіц) за наказом Штауффахера горяни спорудили з дикого каменю дві летціни — кам'яні стіни заввишки до 4 метрів з вежами. Неприкритою залишилася тільки дорога на Швіц через Цуг. Саме тут відбулася битва, в якій війська під орудою Вернера Штауффахера здобули цілковиту перемогу на австрійцями на чолі з Леопольдом Австрійським.
Про подальшу діяльність Вернера Штауффахера нічого невідомо.